# Thalles Cabral
Thalles Cabral (Porto Alegre, 4 de março de 1994) é um ator, cantor, compositor, roteirista e diretor brasileiro.

## Biografia e carreira
Thalles Cabral nasceu em Porto Alegre, mas foi criado em Curitiba. Sua mãe é uma administradora de empresas e seu pai é um vendedor de seguros. Demonstrou interesse na carreira de ator desde criança, quando pediu à sua mãe para matriculá-lo em uma escola de teatro. Quando mudou-se para São Paulo com sua família em 2009, matriculou-se na Escola de Atores Wolf Maya, formando-se em 2012. Ainda em 2012, começou a cursar a faculdade de Cinema na Fundação Armando Alvares Penteado (FAAP), em São Paulo, pedindo transferência mais tarde para a Academia Internacional de Cinema. Por conta do trabalho como ator em 2013, Cabral deu uma pausa nos estudos.
Seu primeiro álbum, Utopia, traz 11 faixas autorais divididas em dois atos: um mais solar e outro mais frio. Seu rock alternativo ecoa com sons metalizados e elementos eletrônicos, com a presença de instrumentos como charango, viola violino, quarteto de cordas. Cada uma das músicas do disco formam uma história de um único universo narrativo, com clipes dirigidos pelo próprio Thalles. A narrativa completa de Utopia será lançada em um filme musical chamado A Jornada Para Utopia, também dirigido pelo artista, que irá apresentar a história em ordem cronológica, além de trazer cenas inéditas.
Em 2019, o artista lançou o projeto 12 X single, que traz uma nova música por mês ao longo de um ano. O projeto já tem 11 singles lançados, como The Truman Show, Katie Don’t Be Depressed, It's a a New Year and We've Never Been so Old, O Rio que Amava o Mar, a versão alternativa em francês e inglês de You, The Ocean and Me, Crying on the phone, Temporary Palace, Everybody Dies, Bad, Far Away From Heaven e My Beloved Sister.
O primeiro trabalho de Thalles no cinema foi com o filme Yonlu, com direção de Hique Montanari, que resultou no prêmio de Melhor Ator pelo New Renaissance Film Festival de Amsterdam, além de Prêmio Humanidade pela mensagem social que o filme possui. Thalles também foi premiado como Melhor Ator pelo Agenda Brasil, Festival Internacional de Cinema Brasileiro, em Milão, na Itália. Além disso, Yonlu também recebeu o prêmio Abraccine de “Melhor filme brasileiro de diretor estreante” na Mostra de São Paulo em 2017 e também recebeu indicação no Festival Internacional de Cinema de Madrid nas categorias de Melhor Filme e Melhor Ator. 
Thalles faz parte do elenco do filme O homem Cordial, dirigido por Iberê Carvalho e estrelado por Paulo Miklos, que estreou na mostra competitiva do 47º Festival de Cinema de Gramado. Seu trabalho mais recente no cinema é o papel como protagonista no filme brasileiro Ecos do Silêncio, dirigido por André Luiz Oliveira, que se passa em três países: Brasil, Argentina e Índia, com locações nas cidades de Brasília, Buenos Aires e Varanasi. Na televisão, o artista está gravando As Five, série original Globoplay desenvolvida pela Rede Globo com estreia prevista para o segundo semestre de 2020. O spin-off de Malhação mostra a continuação da trama, com Thalles interpretando o personagem Nem, que será par romântico de Benê (Daphne Bozaski) na série.
Em 2021, concedeu entrevista para a revista Vanity Teen, sobre sua trajetória e sua visão sobre a diversidade social e cultural.

## Filmografia

### Cinema
| Ano  | Título                            | Papel     | Direção             | Nota           |
| ---- | --------------------------------- | --------- | ------------------- | -------------- |
| 2023 | Ecos do Silêncio                  | Davi      | André Luiz Oliveira |                |
| 2021 | Park Slope                        | —         | Felipe André Silva  | Curta-metragem |
| 2020 | O Homem Cordial                   | Rudah     | Iberê Carvalho      |                |
| 2020 | Desaparecido                      | Tim       | Gabriel Calamari    | Curta-metragem |
| 2018 | YONLU                             | Yonlu     | Hique Montanari     |                |
| 2018 | Teu Mundo Não Cabe nos Meus Olhos | —         | Paulo Nascimento    |                |
| 2012 | Fractais                          | Estudante | Marie Cabianca      | Curta-metragem |

### Televisão
| Ano       | Título                                             | Personagem         |
| --------- | -------------------------------------------------- | ------------------ |
| 2022      | Vale dos Esquecidos                                | Júlio              |
| 2020-2023 | As Five                                            | Luís Cláudio (Nem) |
| 2017      | Manual Para se Defender de Aliens, Ninjas e Zumbis | Wes                |
| 2016      | Marias                                             | Caio               |
| 2015      | O Negócio                                          | Roberto Matutschek |
| 2013      | Amor à Vida                                        | Jonathan Koury     |

### Teatro
| Ano       | Título                                 | Direção               |
| --------- | -------------------------------------- | --------------------- |
| 2023      | Amadeo                                 | Nelson Baskerville    |
| 2018-2019 | Dogville                               | Zé Henrique de Paula  |
| 2018      | Vincent River                          | Darson Ribeiro        |
| 2017-2018 | Senhor das Moscas                      | Zé Henrique de Paula  |
| 2016      | Nossa Classe                           | Zé Henrique de Paula  |
| 2015      | Tadzio                                 | Dan Rosseto           |
| 2012      | Amor aos Pedaços                       | Elias Andreato        |
| 2011      | No Natal a gente vem te buscar         | Ruy Cortez            |
| 2010      | História Viva                          | Wladimir Ponchirolli  |
| 2008      | Eu e Elas                              | Sonia Bacila          |
| 2008      | Maria... Mário... José                 | Cristóvão de Oliveira |
| 2008      | MPB Revista                            | Jader Alves           |
| 2007      | Você foi...                            | Rogério Bozza         |
| 2007      | Parem o Mundo que eu quero descer      | Diego Gianni          |
| 2007      | O Médico à Força                       | Wellington Silva      |
| 2007      | Trata-se de um Pinóquio                | Carlo Collodi         |
| 2007      | A Vida após o Casamento                | Diego Gianni          |
| 2006-2007 | Tempos Brilhantes                      | Diego Gianni          |
| 2006      | As Férias do Lobo Mau                  | Rodrigo Rocha         |
| 2006      | Todos Querem Ser Romeu                 | Diego Gianni          |
| 2005      | À Espera do Menino                     | Lya Bueno             |
| 2005      | Sobre Pais e Filhos                    | George Sada           |
| 2005      | Socorro! Deu pane na máquina do tempo! | Adriana Teles         |
| 2004      | O Fantástico Mistério de Feiurinha     | Adriana Teles         |
| 2004      | O Cavalinho Azul                       | Adriana Teles         |
| 2003      | O Diário e Nossas Diferenças           | Giovana de Liz        |
| 2003      | Acampamento de Férias                  | Andrea Obrecht        |
| 2002      | A Casa de Consertos                    | Gerson Delliano       |

### Videoclipes
| Ano  | Título                 | Papel                                  |
| ---- | ---------------------- | -------------------------------------- |
| 2020 | I Have no Heart        | Intérprete, ator, roteirista e diretor |
| 2019 | Olivia                 | Intérprete, roteirista e diretor       |
| 2018 | Just When We Were High | Intérprete, ator, roteirista e diretor |
| 2017 | You, the Ocean and Me  | Intérprete, ator, roteirista e diretor |
| 2016 | Sad Boys Club          | Intérprete, ator, roteirista e diretor |

## Discografia

### Álbuns
- 2017: "Utopia"

Lista de faixas
- Utopia
- Back on the Road
- Mr. Lonely
- I Have No Heart
- Sad Boys Club
- Just When We Were High
- Olivia
- Blessed
- You, The Ocean and Me
- The Final Ride
- Redemption[6]

### Singles
- "Sad Boys Club" (Dezembro de 2016)
- "You, The Ocean and Me" (Março de 2017)
- You, the Ocean and Me (Alternate Version) (Abril de 2019)
- O Rio que Amava o Mar (The Fall) (Maio de 2019)
- It's a New Year and We've Never Been so Old (Junho de 2019)
- Katie Don't Be Depressed (Julho de 2019)
- The Truman Show (Agosto de 2019)
- Crying on the Phone (Setembro de 2019)
- Temporary Palace (Outubro de 2019)
- Everybody Dies (Novembro de 2019)
- Bad (Janeiro de 2019)
- Far Away From Heaven (Fevereiro de 2019)
- My Beloved Sister (Março de 2019)

## Prêmios e indicações
| Ano  | Prêmio                                                                      | Categoria                              | Trabalho          | Resultado |
| ---- | --------------------------------------------------------------------------- | -------------------------------------- | ----------------- | --------- |
| 2023 | Festival de Brasília                                                        | Melhor Ator                            | Ecos do Silêncio  | Venceu    |
| 2021 | Séries em Cena Awards                                                       | Melhor Ator em Série Nacional          | As Five           | Indicado  |
| 2019 | Agenda Brasil - Festival Internacional de Cinema Brasileiro (Milão, Itália) | Melhor Ator                            | Yonlu             | Venceu    |
| 2019 | New Renaissance Film Festival (Amsterdam, Holanda)                          | Melhor Ator                            | Yonlu             | Venceu    |
| 2018 | Festival Internacional de Cinema de Madrid (Madrid, Espanha)                | Melhor Ator                            | Yonlu             | Indicado  |
| 2017 | Prêmio FEMSA Teatro Infantil                                                | Melhor Ator                            | Senhor das Moscas | Indicado  |
| 2015 | Prêmio Cenym de Teatro                                                      | Melhor elenco                          | Tadzio            | Venceu    |
| 2015 | Prêmio Cenym de Teatro                                                      | Melhor qualidade artística de produção | Tadzio            | Venceu    |
| 2015 | Prêmio Cenym de Teatro                                                      | Melhor Ator                            | Tadzio            | Indicado  |
| 2008 | Festival de Teatro Lala Schneider                                           | Melhor Ator Coadjuvante                | MPB Revista       | Venceu    |
| 2008 | Festival de Teatro Lala Schneider                                           | Melhor Ator Coadjuvante                | Eu e Elas         | Indicado  |